# سيدني بارتون
سيدني بارتون (بالإنجليزية: Sidney Barton)‏ هو دبلوماسي وسياسي بريطاني، ولد في 26 نوفمبر 1876 في المملكة المتحدة، وتوفي في 20 يناير 1946. انتخب سفير المملكة المتحدة لدى إثيوبيا (1929 – 1936).